# Tetraploa ellisii
Tetraploa ellisii är en svampart som beskrevs av Cooke 1879. Tetraploa ellisii ingår i släktet Tetraploa och familjen Massarinaceae.   Inga underarter finns listade i Catalogue of Life.